# Barbara Crampton
Barbara Crampton (n. 27 decembrie 1958, Levittown⁠(d), Nassau County, New York, SUA) este o actriță și producătoare de film americană. Ea și-a început cariera în anii 1980 în telenovele de televiziune înainte de a juca în filme de groază și thriller - ambele căi i-au definit cariera continuă, câștigătoare de premii.

## Biografie
Barbara Crampton s-a născut în Levittown, New York, dar a crescut în Vermont. După absolvire, s-a întors pentru scurt timp la New York, unde și-a făcut debutul pe scena teatrului, după care s-a mutat la Los Angeles și a apărut în telenovela Zile din viața noastră (Days of Our Lives) în 1983.
Crampton este considerată o regină a țipetelor (din engleză, scream queen) pentru interpretarea ei în roluri principale feminine în filme horror apreciate din anii 1980 precum Re-Animator, Killer Robots și From Beyond, pentru care a fost nominalizată la Premiul Saturn pentru cea mai bună actriță. Cu toate acestea, ea este cel mai bine cunoscută pentru rolurile sale ca diverși răufăcători din telenovelele Tânăr și neliniștit, The Guiding Light, Dragoste și putere și Santa Barbara.

## Filmografie

### Film
| An   | Titlu                                         | Rol                      | Note |
| ---- | --------------------------------------------- | ------------------------ | --- |
| 1984 | Body Double                                   | Carol                    | |
| 1985 | Fraternity Vacation                           | Chrissie                 | |
| 1985 | Re-Animator                                   | Megan Halsey             | |
| 1986 | Chopping Mall                                 | Suzie Lynn               | |
| 1986 | From Beyond                                   | Dr. Katherine McMichaels | Nominalizare – Saturn Award for Best Actress |
| 1987 | Kidnapped                                     | Bonnie                   | |
| 1988 | Pulse Pounders                                | Said Brady               | Segmentul: The Evil Clergyman. Considerat film pierdut până la descoperirea unei versiuni nefinalizate în 2011, de pe care a fost restaurat digital și lansat. |
| 1989 | Puppet Master                                 | Femeie la carnaval       | Apariție cameo |
| 1991 | Trancers II                                   | Sadie Brady              | |
| 1993 | Robot Wars                                    | Leda                     | |
| 1995 | Castle Freak                                  | Susan Reilly             | |
| 1996 | Space Truckers                                | Carol                    | |
| 1998 | The Godson                                    | Goldy                    | |
| 1999 | Cold Harvest                                  | Christine Chaney         | |
| 2000 | Learning to Surf                              |                          | |
| 2001 | Thy Neighbor's Wife                           | Nicole Garrett           | |
| 2004 | The Sisterhood                                | Ms. Master               | |
| 2006 | Read You Like a Book                          | Zoe                      | |
| 2008 | Never Enough                                  | Dr. Gladmore             | |
| 2011 | You're Next                                   | Aubrey Davison           | |
| 2012 | The Lords of Salem                            | Virginia Cable           | |
| 2013 | Paisley                                       | Christine                | |
| 2013 | The Cartridge Family                          | Mom                      | Scurtmetraj |
| 2013 | The Well                                      | Grace                    | |
| 2014 | Sun Choke                                     | Irma                     | |
| 2015 | We Are Still Here                             | Anne Sacchetti           | Nominalizare—Fangoria Chainsaw Award for Best Actress |
| 2015 | The Divine Tragedies                          | Mother                   | |
| 2015 | Road Games                                    | Mary                     | Și producător |
| 2015 | Tales of Halloween                            | Darla                    | |
| 2016 | Beyond the Gates                              | Evelyn                   | Și producător |
| 2016 | Little Sister                                 | The Reverend Mother      | |
| 2016 | Day of Reckoning                              | Stella                   | |
| 2017 | Death House                                   | Dr. Karen Redmane        | |
| 2017 | Replace                                       | Dr. Rafaela Crober       | |
| 2018 | Dead Night                                    | Leslie Bison             | |
| 2018 | Reborn                                        | Lena                     | Independent Horror Movie Award for Best Actress Nominalizare—Horrible Imaginings Film Festival Award for Best Actress in a Feature Film                        |
| 2018 | Puppet Master: The Littlest Reich             | Carol Doreski            | |
| 2019 | In Search of Darkness                         | Rolul ei                 | Documentar |
| 2020 | Run Hide Fight                                | Mrs. Crawford            | |
| 2020 | Stay Home                                     | Barbara                  | Scurtmetraj |
| 2020 | In Search of Darkness: Part II                | Rolul ei                 | Documentar |
| 2020 | Sacrifice                                     | Renate Nygard            | |
| 2020 | Castle Freak                                  |                          | Producător |
| 2021 | Jakob's Wife                                  | Anne Fedder              | Producător Nominalizare—Critics' Choice Super Award for Best Actress in a Horror Movie Nominalizare—Fangoria Chainsaw Award for Best Actress                   |
| 2021 | King Knight                                   | Ruth                     | |
| 2021 | Superhost                                     | Vera                     | |
| 2021 | Alone with You                                | Mom                      | |
| 2022 | Glorious                                      |                          | Producător |
| 2023 | Onyx the Fortuitous and the Talisman of Souls | Nancy                    | |
| 2023 | Suitable Flesh                                | Daniella                 | Și producător |
| TBA  | Snow Valley                                   |                          | Post-producție |
| TBA  | Blackout                                      | Kate                     | Post-producție |
| TBA  | The Last Stop in Yuma County                  | Barbara                  | Post-producție |

### Televiziune
| An                                | Titlu                        | Rol                   | Note                                                                                                 |
| --------------------------------- | ---------------------------- | --------------------- | --- |
| 1983–84                           | Days of Our Lives            | Trista Evans Bradford | |
| 1984                              | Rituals                      | Sandy Hutchison       | Episodul: "Pilot"                                                                                    |
| 1984                              | Love Thy Neighbor            | Carol                 | ABC film TV                                                                                          |
| 1984                              | Santa Barbara                | Paula                 | |
| 1985                              | Hotel                        | Stacy                 | Episodul: "Obsessions"                                                                               |
| 1986                              | Prince of Bel Air            | Anne White            | ABC film TV                                                                                          |
| 1987                              | Ohara                        | Teri                  | Episodul: "Toshi"                                                                                    |
| 1987–93, 1998–2002, 2006–07, 2023 | The Young and the Restless   | Leanna Love           | Nominalizare – Soap Opera Digest Award for Outstanding Villainess in a Drama Series – Daytime (1990) |
| 1993                              | Civil Wars                   | Michele Connolly      | Episodul: "Dances with Sharks"                                                                       |
| 1993–1995                         | Guiding Light                | Mindy Lewis           | |
| 1995–1998                         | The Bold and the Beautiful   | Maggie Forrester      | Nominalizare – Soap Opera Digest Award for Outstanding Female Scene Stealer (1996)                   |
| 1997                              | The Nanny                    | Barbara Crampton      | Episodul: "The Heather Biblow Story"                                                                 |
| 1998                              | Party of Five                | Woman Shopper         | Episodul: "Tender Age"                                                                               |
| 1999                              | Pacific Blue                 | Gloria Stockwell      | Episodul: "Infierno"                                                                                 |
| 2001                              | Spyder Games                 | Dr. Leslie Bogan      | 5 episoade                                                                                           |
| 2001                              | Lightning: Fire from the Sky | Mayor Sylvia Scott    | Pax film TV                                                                                          |
| 2018                              | Channel Zero: The Dream Door | Vanessa Moss          | 6 episoade                                                                                           |
| 2019                              | Into the Dark                | Betty                 | Episodul: "Culture Shock"                                                                            |
| 2021                              | Creepshow                    | Victoria              | Episodul: "Pipe Screams"                                                                             |